# Andrássy János
Siklói báró Andrássy János (Kajászószentpéter, 1750 – Kajászószentpéter, 1817. december 15.) vezérőrnagy.

## Élete
Már fiatalon a katonai pályát választotta, 18 éves korában a Nádasdy-huszárezredben szolgált. 1783-ban kapitány lett, s tíz év múlva még mindig kapitányként többek között a kirchhofi ütközetben a franciák ellen harcolt. 1797-ben őrnagyi, 1799-ben pedig már ezredesi rangot kapott. Legkiemelkedőbb haditette 1800. április 27-én, Breisachnál volt, amikor huszárjaival a tízszeres túlerő ellenére visszaszorította az ellenséget. Ezért még abban az évben Mária Terézia-renddel tüntették ki, s ezzel együtt a báróságot is megkapta. Több súlyos sebe miatt vezérőrnagyként vonult nyugállományba 1803-ban.